# Теряник Віктор Іванович
Віктор Іванович Теряник (25 квітня 1961, село Солонці, тепер Миргородського району Полтавської області — 15 липня 2011) — український діяч, гірничий робітник очисного вибою видобувальної дільниці шахти імені 60-річчя Великої Жовтневої соціалістичної революції виробничого об'єднання «Донбасантрацит» Ворошиловградської (Луганської)області. Народний депутат України 1-го скликання.

## Біографія
Народився у селянській родині.
Освіта середня. У 1976—1979 роках — учень професійно-технічного училища № 36 міста Красний Луч Ворошиловградської області.
У 1979—1981 роках — машиніст електровозу шахти імені 60-річчя Великої Жовтневої соціалістичної революції виробничого об'єднання «Донбасантрацит» Ворошиловградської області.
У 1981—1983 роках — служба у прикордонних військах КДБ СРСР у складі обмеженого контингенту радянських військ в Афганістані.
З 1983 року — машиніст електровозу, гірничий робітник очисного вибою видобувальної дільниці шахти імені 60-річчя Великої Жовтневої соціалістичної революції виробничого об'єднання «Донбасантрацит» Ворошиловградської (Луганської) області.
Член КПРС з 1986 по 1991 рік.
Голова Краснолуцької міської ради воїнів запасу Ворошиловградської області, організував Краснолуцький міський «Музей воїнів-інтернаціоналістів».
18.03.1990 року обраний народним депутатом України, 2-й тур, 51,92 % голосів, 6 претендентів. Секретар Комісії ВР України у справах ветеранів, пенсіонерів, інвалідів, репресованих, малозабезпечених і воїнів-інтернаціоналістів.

## Нагороди
- медаль «За відвагу».

Нагороджений медаллю «Від вдячного афганського народу», Грамотою Президії Верховної Ради СРСР «Воїну-інтернаціоналісту».